# Efunsetan Aniwura
Efunsetan Aniwura, född 1820, död 1874, var en nigeriansk entreprenör och traditionell hövding. Hon var köpmanshövding, Iyalode, av Ibadan mellan 1867 och 1874, och en av de mest framträdande slavhandlarna i Ibadan under sin samtid. Hon har kallats för den kanske rikaste och mäktigaste yoruba-kvinnan någonsin. Hon beskrivs som en auktoritär ledare som behandlade sina slavar med grymhet. 